# Xã Freedom, Quận LaSalle, Illinois
Xã Freedom (tiếng Anh: Freedom Township) là một xã thuộc quận LaSalle, tiểu bang Illinois, Hoa Kỳ. Năm 2010, dân số của xã này là 663 người.